# Konfrontation
Konfrontation (lateinisch confrontare, „benachbart sein“, „anstoßen“; lateinisch confrontatio, „Gegenüberstellung“) ist im Alltag eine Gegenüberstellung von sich gegenseitig störenden und vorerst unvereinbaren Aussagen, Behauptungen, Meinungen, Sachverhalten, Themen oder von Personen im Streit.

## Allgemeines
Die unterschiedlichen kontroversen Aussagen, Behauptungen, Meinungen oder Themen stehen in einem konträren oder kontradiktorischen Gegensatz einander gegenüber. Die Konfrontation drückt auch das aufeinander bezogene Gegenüber von Ideologien und Werthaltungen sowie die verschieden motivierte Auseinandersetzung zwischen Personen, Gruppen und dem Staat aus. Die Konfrontation gehört zur Kommunikation, denn unterschiedliche Standpunkte müssen interpersonell oder durch Nachrichtenübermittlung ausgetauscht werden. Konfrontationen lösen einen Konflikt aus, wobei Konfliktmanagement, Mediation oder Gerichtsurteile helfen, mit verschiedenen Methoden die Konfrontationssituation zu überwinden.

## Arten
Konfrontationen tauchen auf bei Demonstrationen, in Gesprächen (Beziehungskonflikte, Debatten, Diskussionen), in Gerichtsverhandlungen (Kreuzverhör), im Krieg (Schlacht, Gefecht), in der Politik (Wahlkampf), im Sport (Kampfsport) oder in Unternehmen (Verhandlungen, Gutachten). Bei Verhandlungen sitzen sich oft die streitenden Parteien gegenüber, sie bilden Fronten (etwa bei Tarifverhandlungen; Front aus lateinisch frons, „Stirn“, „Vorderseite“). Dabei präsentieren die Parteien ihre gegensätzlichen Standpunkte, wodurch deren Unterschiede aufeinander prallen. Konfrontationen können geplant sein oder treten spontan auf. Sie werden schriftlich, mündlich oder auch durch körperliche Aktivität (Krieg, Sport) ausgetragen. Der aus der Konfrontation entstehende Konflikt kann mit Gewalt oder gewaltfrei ausgetragen werden. Für den Militärwissenschaftler Carl von Clausewitz konnten Konfrontationen oder Konflikte konzessionslos und kompromisslos sein im Sinne der bedingungslosen Niederwerfung, Entmachtung oder Unterdrückung des Gegners.

## Konfrontationen in Gerichtsprozessen

### Deutschland
Eine typische Konfrontationssituation gibt es in Gerichtsprozessen, wenn sich Angeklagter/Beklagter, Ankläger/Kläger und Zeugen unmittelbar im Gerichtssaal gegenüberstehen. Zumindest die physische Gegenüberstellung als Form der Konfrontation – also das Zusammentreffen von Zeugen und Beschuldigtem – ist beispielsweise im Strafprozess in § 240 Abs. 2 StPO (Fragerecht) oder § 247 StPO (Entfernung des Angeklagten bei Vernehmung von Mitangeklagten und Zeugen) vorgesehen. Diese Vorschriften verlangen die Anwesenheit des Beschuldigten bei der richterlichen Vernehmung eines Zeugen und räumen ihm ein eigenes Fragerecht ein. Die Konfrontation zwischen Beschuldigtem und Zeugen soll in einer kontradiktorischen Verhandlung sicherstellen, dass die Glaubwürdigkeit des Belastungszeugen und die Glaubhaftigkeit seiner Aussage ausreichend hinterfragt werden können. Bei bestimmten Konstellationen darf dem Bundesgerichtshof (BGH) zufolge im Strafprozess auf eine Konfrontation des Zeugen mit dem Angeklagten verzichtet werden, etwa aus Gründen des Zeugenschutzes oder wenn zu befürchten ist, dass der Zeuge in Gegenwart des Angeklagten nicht die Wahrheit sagen werde.
Der Täterabgleich bei der Polizei stellt eine Konfrontation zwischen verschiedenen möglichen Tätern und Opfern dar mit dem Ziel, den richtigen Täter zu identifizieren.

### USA
Zu einer echten Konfrontation kommt es beim US-amerikanischen Kreuzverhör (englisch cross examination), das nach Rule 611b Federal Rules of Evidence (FRE) einen stark konfrontativen Charakter besitzt und dazu dient, die unzulässige Zeugenvorbereitung aufzudecken und die Glaubwürdigkeit der gegnerischen Zeugen zu erschüttern. Anders als das deutsche Kreuzverhör des § 239 Abs. 1 StPO ist das amerikanische Kreuzverhör ein Gegenverhör, einem Element des der Wahrheitsfindung dienenden Konfrontationsrechts.
Üblich ist auch die Konfrontation mit einer eventuell abweichenden Einlassung des Zeugen während der gerichtlichen Voruntersuchung (englisch Discovery). Es sind jedoch nur Fragen zu solchen Sachverhalten zulässig, die bereits Gegenstand der direkten Befragung waren.

## Konfliktlösung
Ziel der streitenden Parteien muss die Konfliktlösung sein, weil ansonsten die unmittelbare Konfrontation etwa durch Abbruch der Verhandlungen zwar zunächst endet, aber jederzeit wieder aufleben kann. Eine Konfliktlösung wird durch konstruktive Kooperation, Einsatz einer Streitkultur oder Identifikation gemeinsamer Ziele oder Interessen erleichtert. Es stehen die umstrittenen Sachverhalte im Vordergrund, nicht die sie vertretenden Personen. Eine Entscheidung über die umstrittenen Sachverhalte erfolgt letztlich durch Abstimmung, Diskussionsleiter (Ordre de Mufti), Einflussnahme, Kompromiss, Richter, Rückzug, Sieg (strategischer Sieg), Überzeugung oder Verhandlungsmacht.